# 佩孔尼克河
佩孔尼克河（英語：Peconic River）河是美國紐約長島薩福克縣內的一條河流。這條河位於長島的東端。
這條河起源於布魯克海文國家實驗室附近的長島中部的沼澤和濕地，向東流向佩孔尼克灣。它是長島上最長的河流，幾乎完全位於長島中部的貧瘠松樹林內，該樹林於1993年建立為了公園，目的是保護其自然景觀。

## 外部連結
- Paddling the Peconic River （页面存档备份，存于）
- Peconic River information

40°54′53.67″N 72°41′00.34″W / 40.9149083°N 72.6834278°W